# Senecio wootonii
Senecio wootonii is een overblijvend, 15-60 cm hoog kruiskruid die inheems is in vier zuidelijke staten van de Verenigde Staten: Arizona, New Mexico, Texas en Colorado. Ze komt daar voor op vochtige of uitdrogende, vaak rotsige plaatsen op hoogten van 2000-3500 meter. Ze groeit daar dan vaak in grote kolonies.
De Amerikaanse naam is "Wootons ragworth", oftewel het kruiskruid van Wooton. Edward Greene, de botanicus die de plant beschreef, noemde haar naar E. O. Wooton (1865-1945), een plantkundige uit New Mexico.

## Beschrijving
De opstaande stengels zijn vrijwel bladloos, alle bladeren zijn vlezig en dicht bij de grond. De bladeren zijn ovaal tot lancetvormig. De gele bloemhoofdjes staan in groepjes van 3-8-24 bijeen aan de uiteinden van de stengels.